# エフエム玉村
株式会社FMたまむらは、群馬県佐波郡玉村町の一部地域を放送対象地域として超短波放送（FM放送）を営む特定地上基幹放送事業者である。
ラヂオななみの愛称でコミュニティ放送を行っている。

## 概要
2006年（平成18年）開局。愛称のラヂオななみは、周波数の77.3MHzにちなむ。
本社・演奏所（スタジオ）・送信所は玉村町福島にあり、放送局（現・特定地上基幹放送局）の呼出符号はJOZZ3BH-FM、呼出名称はたまむらエフエム、周波数77.3MHz、空中線電力10Wで放送区域は玉村町の一部地域。
玉村町下新田のJA佐波伊勢崎からか～ぜ たまむら支店内にサテライトスタジオがある。インターネット配信はJCBAインターネットサイマルラジオによる。
放送エリアは玉村町およびその周辺地域（前橋・伊勢崎・高崎・藤岡方面）で、放送エリア内人口は約30万人と称している。
ワイド番組はいせさきFM放送との共同制作。その他の時間はミュージックバードを放送している。

## 沿革
- 2005年（平成17年）7月12日 - 放送局の予備免許取得[2]。
- 2006年（平成18年）
  - 1月11日 - メールマガジンの配信を開始。
  - 3月31日 - 放送局の免許を取得[5]して開局[6]。
  - フリーペーパー月刊「ななみプレス」[7]発行開始。
- 2008年（平成20年）10月 -「ななみプレス」終了。
- 2015年（平成27年）4月27日 - JA佐波伊勢崎からか～ぜ たまむら支店にサテライトスタジオ開設。

## 主な自社制作番組
- ぱわふるモーニング（月 - 金 7:00 - 9:00）いせさきFMと共同制作
- アップラジオぷちっとタウン（火・木 7:00 - 9:00）いせさきFMと共同制作
- 情報アイランド（月 - 金 17:00 - 19:00）いせさきFMと共同制作
- アーティストセレクション（月・水・金 12:00 - 13:00）いせさきFMと共同制作
- JA暮らしナビ　～あなたの暮らしの応援団（土 12:00 - 12:30・（再放送）13:30 - 14:00）いせさきFMと共同制作
- 玉村町筋力トレーニング（平日 9:00 - 10:00）
- 使ってみんべえ上州弁 Dr．コージン（日曜 20:30 - 21:00）
- 松浦たくの「それいけ! いせさき大百科」（日曜 21:00 - 22:00） -  いせさきFM制作